# Tikaderia psechrina
Tikaderia psechrina är en spindelart som först beskrevs av Simon 1906.  Tikaderia psechrina ingår i släktet Tikaderia och familjen trattspindlar. Inga underarter finns listade i Catalogue of Life.